# 保羅·漢密爾頓 (政治人物)
保罗·汉密尔顿（Paul Hamilton，1762年10月16日—1816年6月30日），美国政治人物，美国民主-共和党黨员，曾任南卡罗来纳州州长（1804年-1806年）和美国海军部长（1809年-1812年）。